# Olympische Sommerspiele 2020/Teilnehmer (Kosovo)
| Gelbes Symbol für Goldmedaillen mit stilisierten Olympischen Ringen | Graues Symbol für Silbermedaillen mit stilisierten Olympischen Ringen | Braundes Symbol für Bronzemedaillen mit stilisierten Olympischen Ringen |
| ------------------------------------------------------------------- | --------------------------------------------------------------------- | ----------------------------------------------------------------------- |
| 2                                                                   | —                                                                     | —                                                                       |

Kosovo nahm an den Olympischen Sommerspielen 2020 mit elf Sportlern in sechs Sportarten teil. Es war die insgesamt zweite Teilnahme nach 2016.

## Medaillengewinner

### Gold
| Name             | Sportart | Wettkampf |
| ---------------- | -------- | --------- |
| Distria Krasniqi | Judo     | bis 48 kg |
| Nora Gjakova     | Judo     | bis 57 kg |

## Teilnehmer nach Sportarten

### Boxen
| Athlet         | Wettbewerb              | 1. Runde  | 1. Runde | Achtelfinale  | Achtelfinale  | Viertelfinale | Viertelfinale | Halbfinale    | Halbfinale    | Finale        | Finale        | Rang |
| Athlet         | Wettbewerb              | Gegner    | Ergebnis | Gegner        | Ergebnis      | Gegner        | Ergebnis      | Gegner        | Ergebnis      | Gegner        | Ergebnis      | Rang |
| -------------- | ----------------------- | --------- | -------- | ------------- | ------------- | ------------- | ------------- | ------------- | ------------- | ------------- | ------------- | ---- |
| Frauen         |                         |           |          |               |               |               |               |               |               |               |               |      |
| Donjeta Sadiku | Leichtgewicht bis 60 kg | C. Dubois | 0:5      | ausgeschieden | ausgeschieden | ausgeschieden | ausgeschieden | ausgeschieden | ausgeschieden | ausgeschieden | ausgeschieden | 17   |

### Judo
| Athleten          | Wettbewerb | 1. Runde | 1. Runde | 2. Runde | 2. Runde | Achtelfinale  | Achtelfinale  | Viertelfinale  | Viertelfinale | Halbfinale / Trostrunde | Halbfinale / Trostrunde | Finale / Platz 3 | Finale / Platz 3 | Rang |
| Athleten          | Wettbewerb | Gegner   | Ergebnis | Gegner   | Ergebnis | Gegner        | Ergebnis      | Gegner         | Ergebnis      | Gegner                  | Ergebnis                | Gegner           | Ergebnis         | Rang |
| ----------------- | ---------- | -------- | -------- | -------- | -------- | ------------- | ------------- | -------------- | ------------- | ----------------------- | ----------------------- | ---------------- | ---------------- | ---- |
| Frauen            |            |          |          |          |          |               |               |                |               |                         |                         |                  |                  |      |
| Distria Krasniqi  | bis 48 kg  | Freilos  | Freilos  | —        | —        | G. Chibana    | 10:0s1        | Lin C.-h.      | 10:0          | Mönchbatyn U.           | 1s2:0s2                 | F. Tonaki        | 1:0              | Gold |
| Majlinda Kelmendi | bis 52 kg  | R. Pupp  | 0s2:1s1  | —        | —        | ausgeschieden | ausgeschieden | ausgeschieden  | ausgeschieden | ausgeschieden           | ausgeschieden           | ausgeschieden    | ausgeschieden    | 17   |
| Nora Gjakova      | bis 57 kg  | Freilos  | Freilos  | —        | —        | S. Verhagen   | 1:0           | K. Kajzer      | 11:0s1        | T. Yoshida              | 1s1:0                   | S. L. Cysique    | 10s1:0H          | Gold |
| Loriana Kuka      | bis 78 kg  | Freilos  | Freilos  | —        | —        | A. Babinzewa  | 0:1           | ausgeschieden  | ausgeschieden | ausgeschieden           | ausgeschieden           | ausgeschieden    | ausgeschieden    | 9    |
| Männer            |            |          |          |          |          |               |               |                |               |                         |                         |                  |                  |      |
| Akil Gjakova      | bis 73 kg  | A. Ayash | 10:0     | N. Stump | 11s1:0   | T. Macias     | 1s1:0         | T. Tsend-Ochir | 0s1:1s1       | R. Orucov               | 0s1:1s1                 | ausgeschieden    | ausgeschieden    | 7    |

### Ringen
Für Kosovo konnte sich mit Egzon Shala ein Ringer für die Olympischen Spiele qualifizieren. Er rückte nach, nachdem zwei Athleten der Gewichtsklasse bis 125 kg wegen Verstoßes gegen die Anti-Doping-Regeln disqualifiziert wurden.

#### Freier Stil
Legende: G = Gewonnen, V = Verloren, S = Schultersieg
| Athleten    | Wettbewerb        | Achtelfinale | Achtelfinale | Viertelfinale | Viertelfinale | Halbfinale    | Halbfinale    | Hoffnungsrunde Halbfinale | Hoffnungsrunde Halbfinale | Hoffnungsrunde Finale | Hoffnungsrunde Finale | Finale        | Finale        | Rang |
| Athleten    | Wettbewerb        | Gegner       | Ergebnis     | Gegner        | Ergebnis      | Gegner        | Ergebnis      | Gegner                    | Ergebnis                  | Gegner                | Ergebnis              | Gegner        | Ergebnis      | Rang |
| ----------- | ----------------- | ------------ | ------------ | ------------- | ------------- | ------------- | ------------- | ------------------------- | ------------------------- | --------------------- | --------------------- | ------------- | ------------- | ---- |
| Männer      |                   |              |              |               |               |               |               |                           |                           |                       |                       |               |               |      |
| Egzon Shala | Klasse bis 125 kg | D. Berrahal  | G 6S:0       | A. H. Zare    | V 2:13        | ausgeschieden | ausgeschieden | ausgeschieden             | ausgeschieden             | ausgeschieden         | ausgeschieden         | ausgeschieden | ausgeschieden | 7    |

### Leichtathletik
| Athlet       | Wettbewerb | Vorlauf 1   | Vorlauf 1 | Halbfinale    | Halbfinale    | Finale        | Finale        | Rang          |
| Athlet       | Wettbewerb | Zeit        | Rang      | Zeit          | Rang          | Zeit          | Rang          | Rang          |
| ------------ | ---------- | ----------- | --------- | ------------- | ------------- | ------------- | ------------- | ------------- |
| Männer       |            |             |           |               |               |               |               |               |
| Musa Hajdari | 800 m      | 1:48,96 min | 8         | ausgeschieden | ausgeschieden | ausgeschieden | ausgeschieden | ausgeschieden |

### Schießen
| Athleten        | Wettbewerb      | Qualifikation   | Qualifikation | Finale          | Finale        | Ringe/ Scheiben | Rang |
| Athleten        | Wettbewerb      | Ringe/ Scheiben | Rang          | Ringe/ Scheiben | Rang          | Ringe/ Scheiben | Rang |
| --------------- | --------------- | --------------- | ------------- | --------------- | ------------- | --------------- | ---- |
| Männer          |                 |                 |               |                 |               |                 |      |
| Drilon Ibrahimi | 10 m Luftgewehr | 608,8           | 46            | ausgeschieden   | ausgeschieden | 608,8           | 46   |

### Schwimmen
| Athleten       | Wettbewerb     | Vorlauf     | Vorlauf | Halbfinale    | Halbfinale    | Finale        | Finale        | Rang |
| Athleten       | Wettbewerb     | Zeit        | Rang    | Zeit          | Rang          | Zeit          | Rang          | Rang |
| -------------- | -------------- | ----------- | ------- | ------------- | ------------- | ------------- | ------------- | ---- |
| Frauen         |                |             |         |               |               |               |               |      |
| Eda Zeqiri     | 400 m Freistil | 4:38,02 min | 24      | —             | —             | ausgeschieden | ausgeschieden | 24   |
| Männer         |                |             |         |               |               |               |               |      |
| Olt Kondirolli | 100 m Freistil | 54,33 s     | 64      | ausgeschieden | ausgeschieden | ausgeschieden | ausgeschieden | 64   |